# Super7
Super7 е детски български телевизионен канал, собственост на Краун Медия. Каналът стартира на 6 август 2007 г. като първоначално е със семейно-развлекателен профил. През 2010 г. каналът променя профила си на изцяло насочен към детската аудитория, като става българският филиал на международния детски канал Nickelodeon. В края на 2012 г. променя логото и графичната си опаковка. Закрит е на 17 септември 2016 г. след отнемане на лиценза му от страна на Съвета за електронни медии и фалит на фирмата собственик ТВ Седем ЕАД.

## Предавания
- Бон-Бон
- Мини мис и мини мистър
- Кой е по по най

## Анимационни сериали
- Светът на мрака
- Семейство Х
- Гарфилд и приятели
- Любопитният Джордж
- Том и Джери хлапаци
- Артър (сериал)
- Шпионките от Поп Сикретс
- Грозното патенце и Аз
- Марсупилами
- Приключенията на мечето Падингтън
- Желязното момче
- Ах, Анди
- Поп Пикси: Царство на феи
- Джони Тест
- Кръстници вълшебници
- Приключенията на Джими Неутрон
- Бей Блейд метал Фюжън
- Могъщата пчела
- Костенурките нинджа (сериал, 2012)
- Пингвините от Мадагаскар
- Спондж Боб Квадратни гащи
- Фермата на Отис
- Шоуто на Пинко розовата Пантера
- Тролски приказки
- Бамсе
- Джънго
- Пчеличката Мая 3d
- Дора изследователката
- Клуб Уинкс
- Малкото пони: Приятелството е магия
- Давай, Диего!
- Легендата за Кора
- Супер куче
- Дани Фантома
- Новите приключения на Питър Пан
- Фенбой И Чам Чам
- Макс Стийл
- Ни Хао, Кай Лан
- Капитан Фламинго
- Ездачи на паяци
- Бетовен (сериал)
- Шареният живот на Джейми
- Хънтик: Търсачи на тайни
- Тао Шу – момчето войн
- Барби
- Двете къртици къси
- Отбор Умизуми
- Братс
- Домашни любимци супер герои
- Монсуно
- Приключения с храни
- Разказите на Татонка
- Ел Тигре: Приключенията на Мани Ривейра
- Уенди (сериал)
- Монстър Хай
- Рибки гупи
- Тъндар Варварина
- Книга за джунглата: Сафари
- Лигата на суперзлите
- Анималия
- Загадките на Силвестър и Туити
- Призрачните приключения на Пак Ман
- Гръмотевичните котки
- Квантови приключения
- Трансформърс Прайм
- Бъгс Бъни
- Том и Джери
- Лошо куче
- Зеленият камък
- Тара Дънкан
- Походът за Делтора
- Так и силата жужу
- Зоро-Генерация Z
- D gray man сивият
- Железният алхимик
- Клуб нощувай у нас

## Сериали
- i-Карли
- В като Виктория
- Шеметен бяг
- Най-непохватната вещица (сериал)
- Кой харесва Ади Сингър
- Тру Джаксън
- Ледена звезда
- Принцесата на слоновете
- Лайтнинг Пойнт
- Карма
- Щура наука
- Коя съм аз
- Звездни рейнджъри: Мегасила
- Парк Галактика
- Младият Херкулес
- Яките нинджи
- Как станах поп звезда
- Групата на братя Уолф
- Ловци на чудовища
- Децата на Холивуд
- Стъпка по стъпка
- Танцова академия
- Тайната на Ела